# Mescoules
Mescoules est une commune française située dans le département de la Dordogne, en région Nouvelle-Aquitaine.

## Géographie

### Généralités
La commune de Mescoules est située en Bergeracois, dans le quart sud-ouest du département de la Dordogne.
À proximité immédiate de la route départementale (RD) 933 (l'ancienne route nationale 133, l'axe Bergerac-Marmande, le petit bourg de Mescoules se situe en distances orthodromiques, neuf kilomètres au nord-nord-est d'Eymet et douze kilomètres au sud-sud-ouest de Bergerac.
La commune est également desservie au nord par la RD 15.

### Communes limitrophes
En 2018, année précédant la création des communes nouvelles de Saint-Julien-Innocence-Eulalie et Sigoulès-et-Flaugeac, Mescoules était limitrophe de quatre autres communes. À partir de 2019, elle n'est plus entourée que par ces deux communes.
| Sigoulès-et-Flaugeac (Sigoulès)                    |                                                        |                                 |
|                                                    | Mescoules                                              | Sigoulès-et-Flaugeac (Flaugeac) |
| Saint-Julien-Innocence-Eulalie, (Sainte-Innocence) | Saint-Julien-Innocence-Eulalie, (Saint-Julien-d'Eymet) |                                 |

### Géologie et relief

#### Géologie
Situé sur la plaque nord du Bassin aquitain et bordé à son extrémité nord-est par une frange du Massif central, le département de la Dordogne présente une grande diversité géologique. Les terrains sont disposés en profondeur en strates régulières, témoins d'une sédimentation sur cette ancienne plate-forme marine. Le département peut ainsi être découpé sur le plan géologique en quatre gradins différenciés selon leur âge géologique. Mescoules est située dans le quatrième gradin à partir du nord-est, un plateau formé de dépôts siliceux-gréseux et de calcaires lacustres de l'ère tertiaire.
Les couches affleurantes sur le territoire communal sont constituées de formations superficielles du Quaternaire et de roches sédimentaires datant du Cénozoïque. La formation la plus ancienne, notée e7b-Cc, se comose de calcaires des Ondes, des calcaires clairs à silex et meulières (Priabonien moyen continental). La formation la plus récente, notée Fy3-z, fait partie des formations superficielles de type alluvions subactuelles à actuelles. Le descriptif de ces couches est détaillé dans  la feuille « no 830 - Eymet » de la carte géologique au 1/50 000 de la France métropolitaine, et sa notice associée.

Carte géologique de Mescoules.

#### Relief et paysages
Le département de la Dordogne se présente comme un vaste plateau incliné du nord-est (491 m, à la forêt de Vieillecour dans le Nontronnais, à Saint-Pierre-de-Frugie) au sud-ouest (2 m à Lamothe-Montravel). L'altitude du territoire communal varie quant à elle entre 83 m à l'extrême nord-ouest, près du lieu-dit Foncaussade, là où la Mescoulette quitte la commune et entre sur celle de Sigoulès-et-Flaugeac (territoire de Sigoulès), et 166 m à l'est, près du lieu-dit les Granges,.
Dans le cadre de la Convention européenne du paysage entrée en vigueur en France le 1er juillet 2006, renforcée par la loi du 8 août 2016 pour la reconquête de la biodiversité, de la nature et des paysages, un atlas des paysages de la Dordogne a été élaboré sous maîtrise d’ouvrage de l’État et publié en octobre 2020. Les paysages du département s'organisent en huit unités paysagères et 14 sous-unités. La commune est dans le Bergeracois, une région naturelle présentant un relief contrasté, avec les deux grandes vallées de la Dordogne et du Dropt séparées par un plateau plus ou moins vallonné, dont la pente générale s’incline doucement d’est en ouest. Ce territoire offre des paysages ouverts qui tranchent avec les paysages périgourdins. Il est composé de vignes, vergers et cultures,.
La superficie cadastrale de la commune publiée par l'Insee, qui sert de référence dans toutes les statistiques, est de 4,85 km2,,. La superficie géographique, issue de la BD Topo, composante du Référentiel à grande échelle produit par l'IGN, est quant à elle de 4,84 km2.

### Hydrographie

#### Réseau hydrographique
La commune est située pour partie dans le bassin de la Dordogne et pour partie dans   le bassin de la Garonne au sein du Bassin Adour-Garonne. Elle est drainée par l'Escourou et la Mescoulette et par divers petits cours d'eau, qui constituent un réseau hydrographique de 8,5 km de longueur totale,.
L'Escourou, d'une longueur totale de 15,85 km, prend sa source dans la commune de Sigoulès-et-Flaugeac et se jette en rive droite du Dropt, en limite d'Eymet (Dordogne) et de La Sauvetat-du-Dropt (Lot-et-Garonne),. Il arrose la commune au sud et lui sert de limite territoriale au sud-ouest sur plus d'un kilomètre, face à Saint-Julien-Innocence-Eulalie.
Affluent de rive gauche de la Gardonnette et sous-affluent de la Dordogne, la Mescoulette draine avec ses affluents le nord-ouest de la commune. Elle borde le territoire communal sur 700 mètres en deux tronçons, face à Sigoulès-et-Flaugeac.

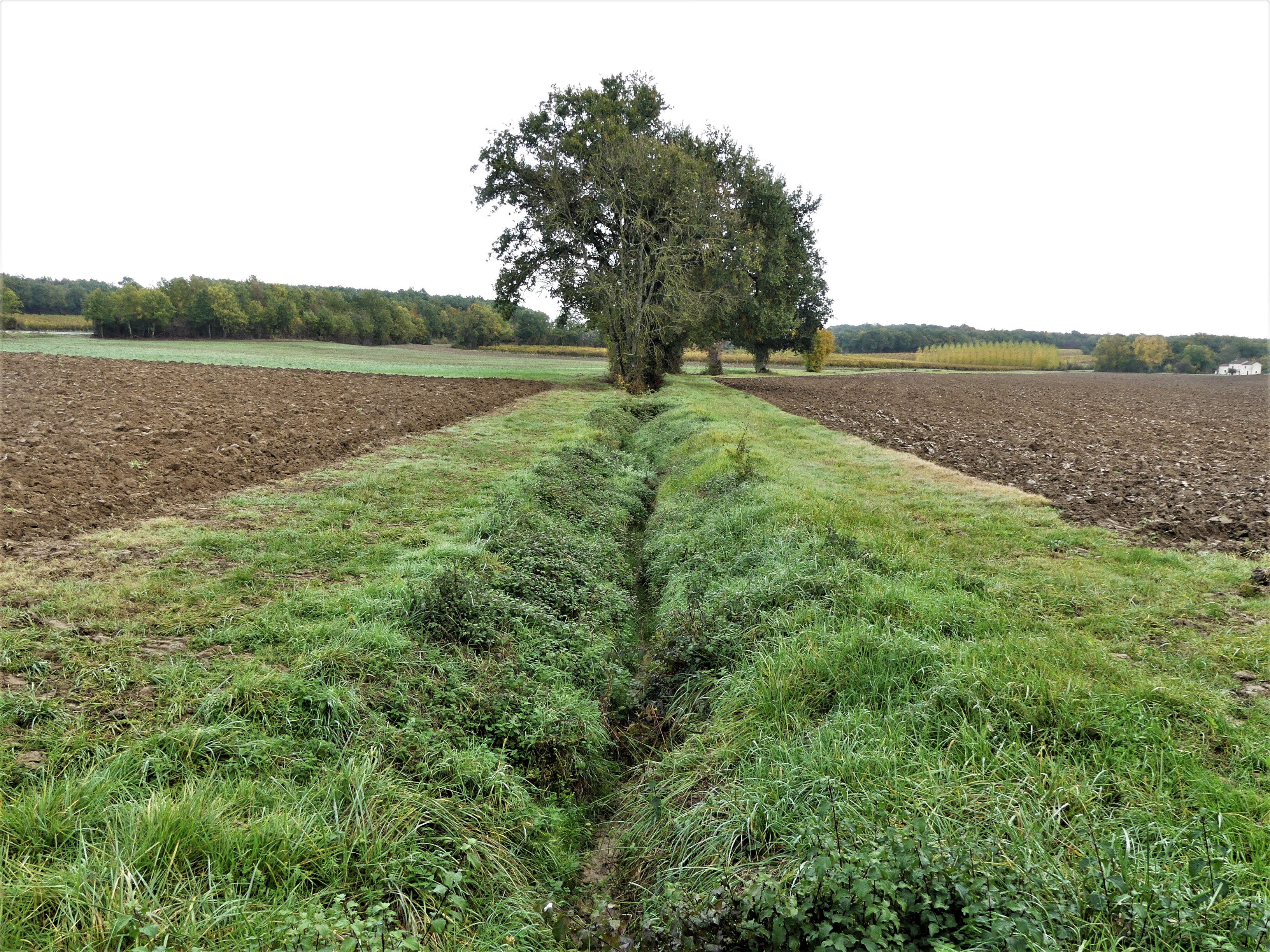
L'Escourou à sec en limite de Mescoules (à gauche) et Saint-Julien-d'Eymet.
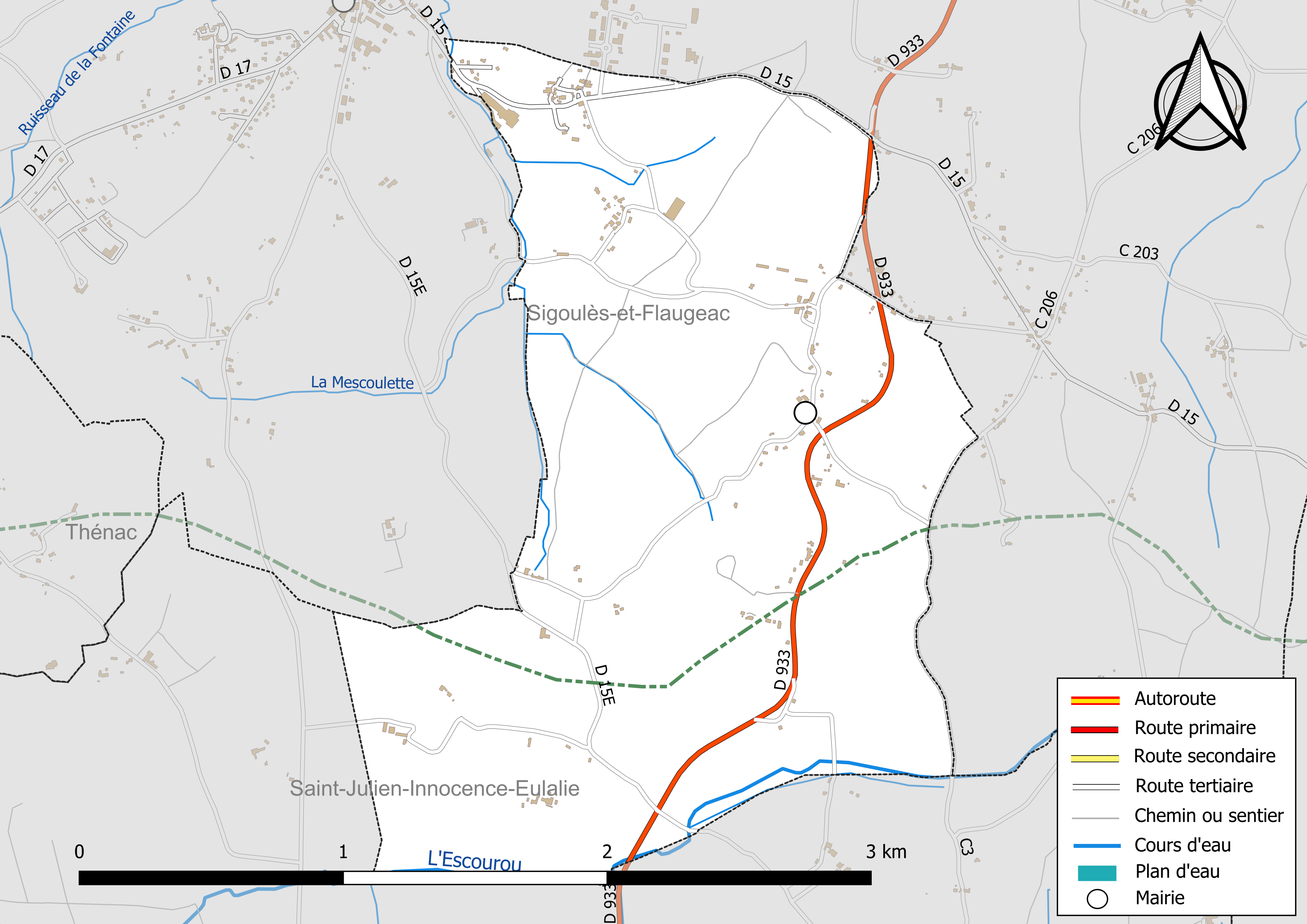
Réseaux hydrographique et routier de Mescoules[Note 3].
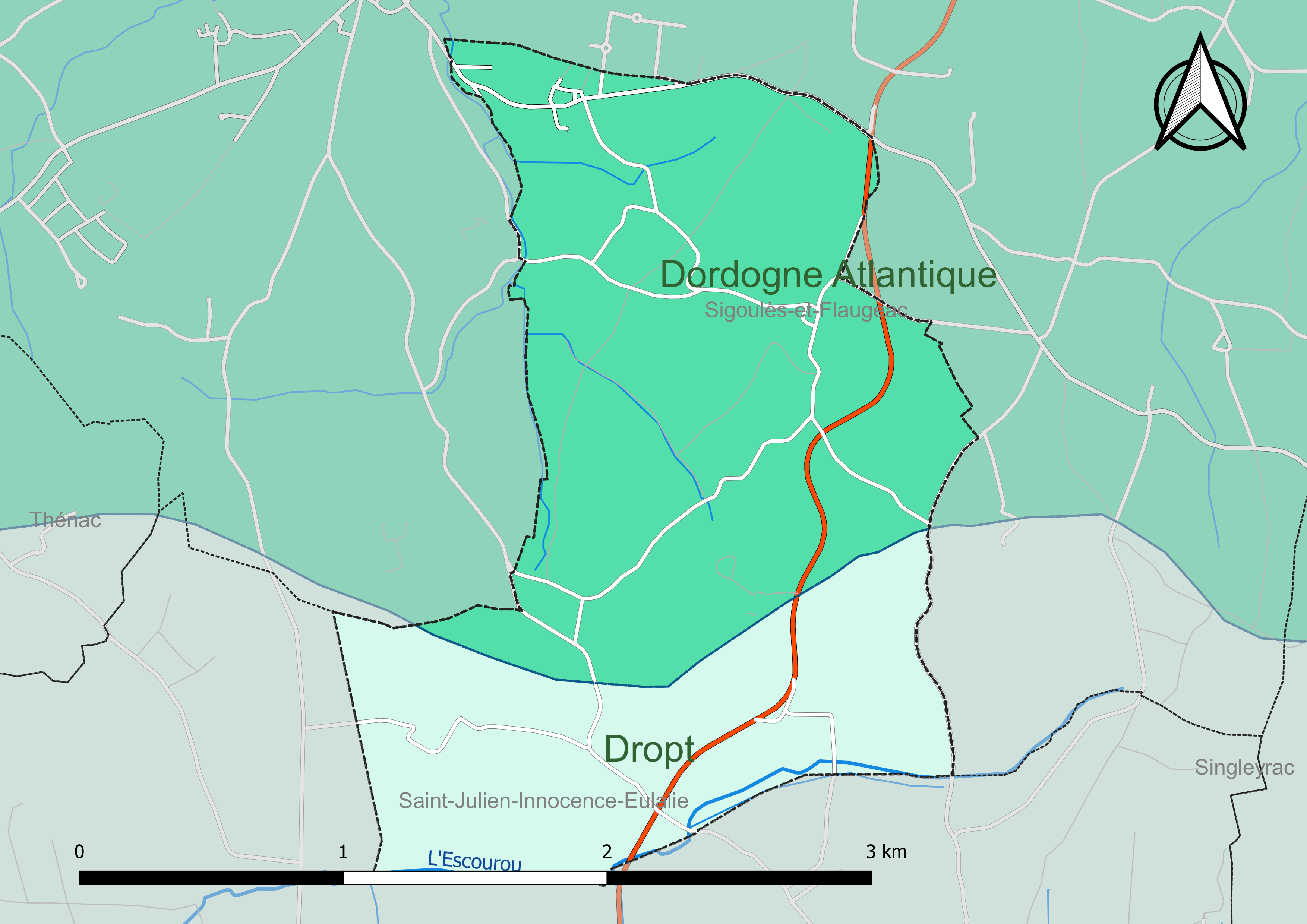
Carte des schémas d'aménagement et de gestion des eaux (SAGE) couvrant le territoire communal de Mescoules.

#### Gestion et qualité des eaux
Le territoire communal est couvert par les schémas d'aménagement et de gestion des eaux (SAGE) « Dordogne Atlantique » et « Dropt ». Le SAGE « Dordogne Atlantique », dont le territoire correspond au sous‐bassin le plus aval du bassin versant de la Dordogne (aval de la confluence Dordogne - Vézère)., d'une superficie de 2 700 km2 est en cours d'élaboration. La structure porteuse de l'élaboration et de la mise en œuvre est l'établissement public territorial de bassin de la Dordogne (EPIDOR). Le SAGE « Dropt », dont le territoire correspond au bassin versant du Dropt, d'une superficie de 1 522 km2, a été approuvé le 13 janvier 2022. La structure porteuse de l'élaboration et de la mise en œuvre est le syndicat mixte EPIDROPT. Ils définissent chacun sur leur territoire les objectifs généraux d’utilisation, de mise en valeur et de protection quantitative et qualitative des ressources en eau superficielle et souterraine, en respect des objectifs de qualité définis dans le troisième SDAGE  du Bassin Adour-Garonne qui couvre la période 2022-2027, approuvé le 10 mars 2022.
Au nord, les deux tiers du territoire communal se situent dans le bassin versant de la Mescoulette et dépendent du SAGE Dordogne Atlantique. Au sud, le bassin de l'Escourou est rattaché au SAGE Dropt.
La qualité des eaux de baignade et des cours d’eau peut être consultée sur un site dédié géré par les agences de l’eau et l’Agence française pour la biodiversité.

### Climat
Pour des articles plus généraux, voir Climat de la Nouvelle-Aquitaine et Climat de la Dordogne.
Historiquement, la commune est exposée à un climat océanique aquitain.  
En 2020, Météo-France publie une typologie des climats de la France métropolitaine dans laquelle la commune est exposée à un climat océanique et est dans la région climatique  Aquitaine, Gascogne, caractérisée par une pluviométrie abondante au printemps, modérée en automne, un faible ensoleillement au printemps, un été chaud (19,5 °C), des vents faibles, des brouillards fréquents en automne et en hiver et des orages fréquents en été (15 à 20 jours).
Pour la période 1971-2000, la température annuelle moyenne est de 12,7 °C, avec  une amplitude thermique annuelle de 15,1 °C. Le cumul annuel moyen de précipitations est de 857 mm, avec 11,7 jours de précipitations en janvier et 6,6 jours en juillet. Pour la période 1991-2020, la température moyenne annuelle observée sur la station météorologique la plus proche, située sur la commune de Bergerac à 13 km à vol d'oiseau, est de 13,2 °C et le cumul annuel moyen de précipitations est de 792,9 mm,. Pour l'avenir, les paramètres climatiques de la commune estimés pour 2050 selon différents scénarios d’émission de gaz à effet de serre sont consultables sur un site dédié publié par Météo-France en novembre 2022.

## Urbanisme

### Typologie
Au 1er janvier 2024, Mescoules est catégorisée commune rurale à habitat dispersé, selon la nouvelle grille communale de densité à 7 niveaux définie par l'Insee en 2022.
Elle est située hors unité urbaine. Par ailleurs la commune fait partie de l'aire d'attraction de Bergerac, dont elle est une commune de la couronne,. Cette aire, qui regroupe 73 communes, est catégorisée dans les aires de 50 000 à moins de 200 000 habitants,.

### Occupation des sols
L'occupation des sols de la commune, telle qu'elle ressort de la base de données européenne d’occupation biophysique des sols Corine Land Cover (CLC), est marquée par l'importance des territoires agricoles (88,7 % en 2018), en diminution par rapport à 1990 (91,2 %). La répartition détaillée en 2018 est la suivante : 
cultures permanentes (40 %), zones agricoles hétérogènes (32 %), terres arables (16,7 %), forêts (7,8 %), zones urbanisées (3,5 %). L'évolution de l’occupation des sols de la commune et de ses infrastructures peut être observée sur les différentes représentations cartographiques du territoire : la carte de Cassini (XVIIIe siècle), la carte d'état-major (1820-1866) et les cartes ou photos aériennes de l'IGN pour la période actuelle (1950 à aujourd'hui).

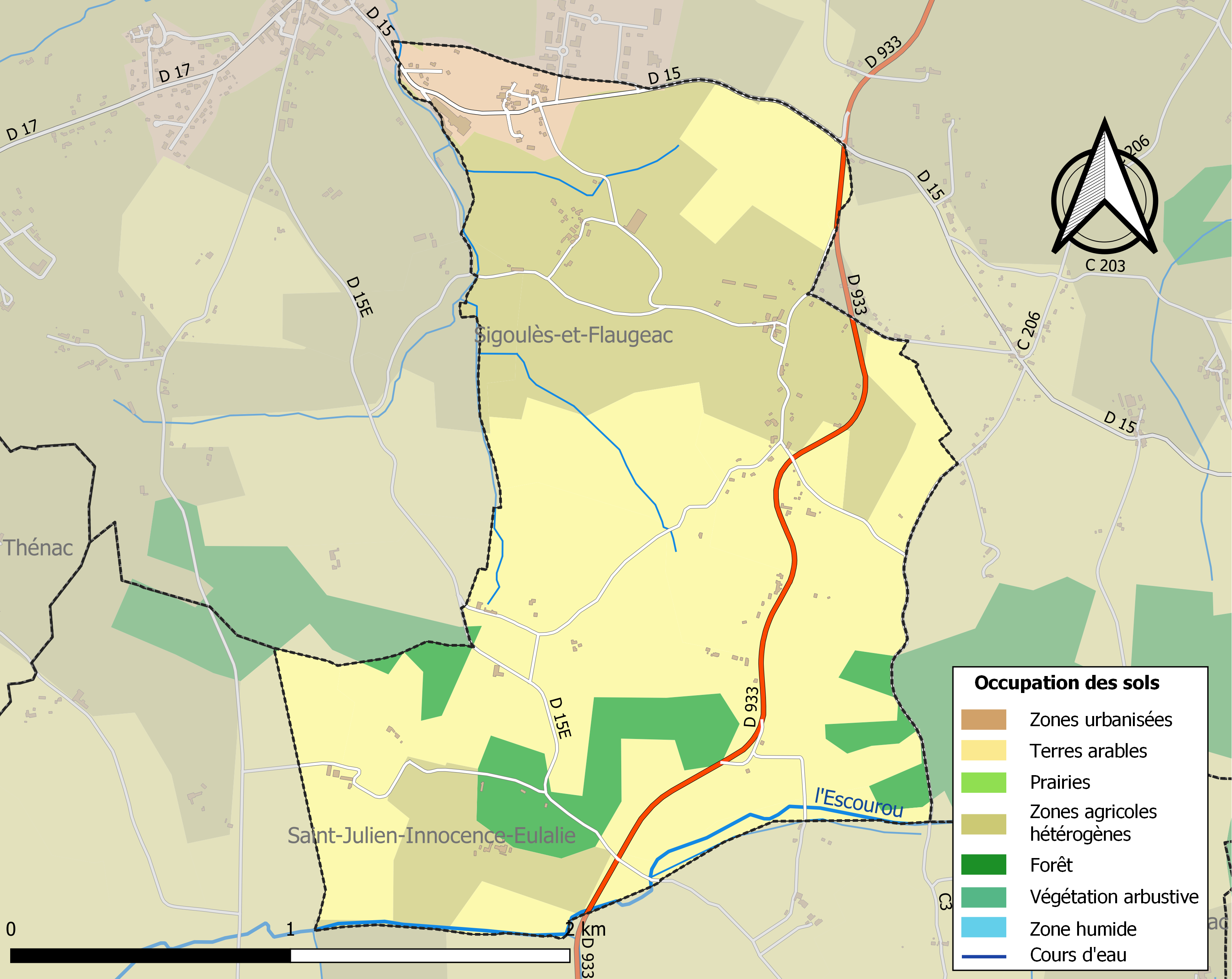
Carte des infrastructures et de l'occupation des sols de la commune en 2018 (CLC).

### Villages, hameaux et lieux-dits
Outre le bourg de Mescoules proprement dit, le territoire se compose d'autres villages ou hameaux, ainsi que de lieux-dits :
- le Courby
- Foncaussade
- le Grand Champ
- la Grande Pleyssade
- les Granges
- les Ourmeyroux
- les Ourmeyroux[Note 5]
- le Petit Bout
- la Petite Pleyssade
- le Peyret
- le Pilot
- la Pleyssade
- les Renautoux
- les Vergnes.

### Prévention des risques
Le territoire de la commune de Mescoules est vulnérable à différents aléas naturels : météorologiques (tempête, orage, neige, grand froid, canicule ou sécheresse), feux de forêts, mouvements de terrains et séisme (sismicité très faible). Un site publié par le BRGM permet d'évaluer simplement et rapidement les risques d'un bien localisé soit par son adresse soit par le numéro de sa parcelle.
Mescoules est exposée au risque de feu de forêt. L’arrêté préfectoral du 14 mars 2013 fixe les conditions de pratique des incinérations et de brûlage dans un objectif de réduire le risque de départs d’incendie. À ce titre, des périodes sont déterminées : interdiction totale du 15 février au 15 mai et du 15 juin au 15 octobre, utilisation réglementée du 16 mai au 14 juin et du 16 octobre au 14 février. En septembre 2020, un plan inter-départemental de protection des forêts contre les incendies (PidPFCI) a été adopté pour la période 2019-2029,.

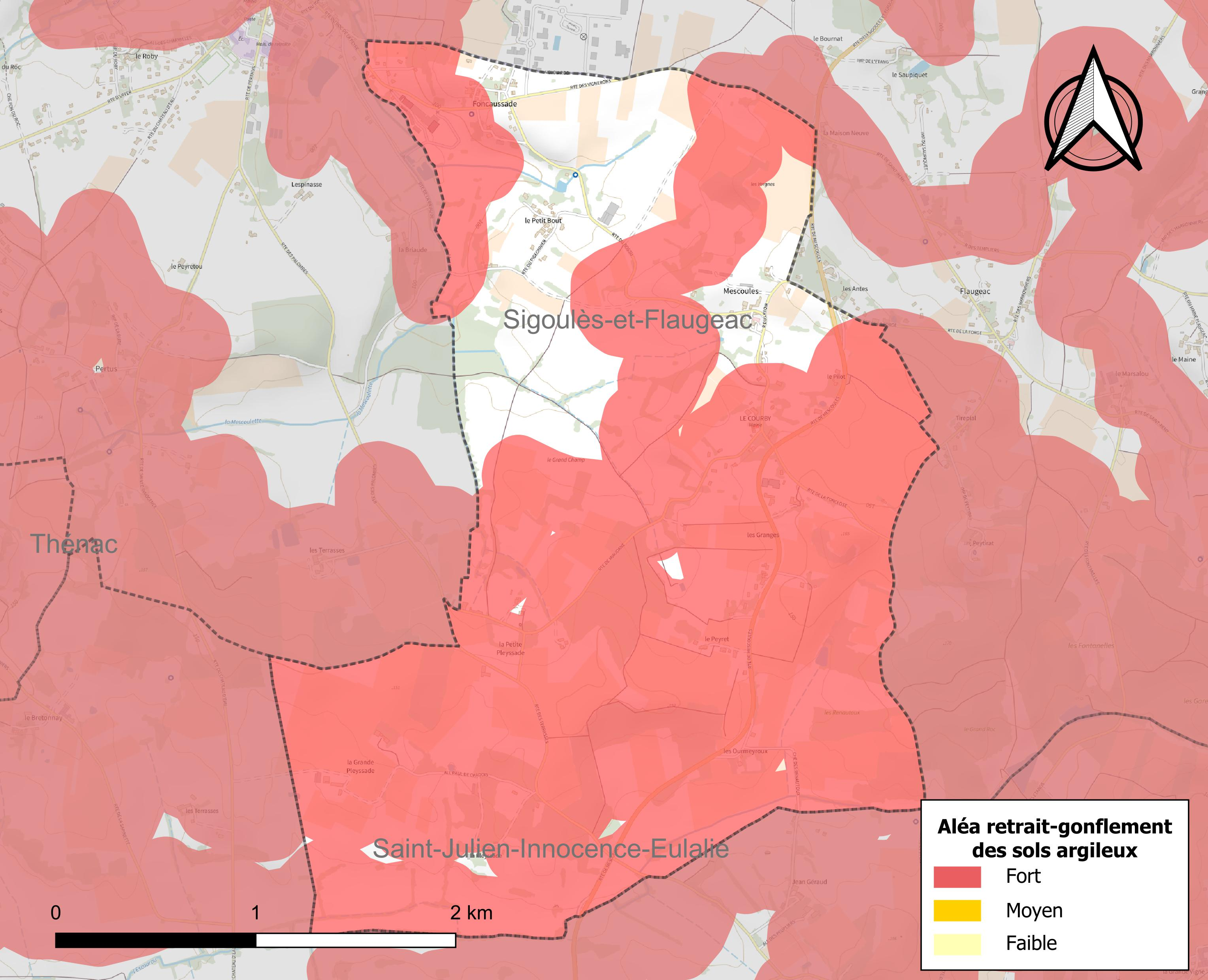
Carte des zones d'aléa retrait-gonflement des sols argileux de Mescoules.

Les mouvements de terrains susceptibles de se produire sur la commune sont des tassements différentiels. Le retrait-gonflement des sols argileux est susceptible d'engendrer des dommages importants aux bâtiments en cas d’alternance de périodes de sécheresse et de pluie. 80,4 % de la superficie communale est en aléa moyen ou fort (58,6 % au niveau départemental et 48,5 % au niveau national métropolitain). Depuis le 1er octobre 2020, en application de la loi ÉLAN, différentes contraintes s'imposent aux vendeurs, maîtres d'ouvrages ou constructeurs de biens situés dans une zone classée en aléa moyen ou fort,.
La commune a été reconnue en état de catastrophe naturelle au titre des dommages causés par les inondations et coulées de boue survenues en 1982 et 1999, par la sécheresse en 2011 et par des mouvements de terrain en 1999.

## Toponymie
La première mention écrite connue du lieu, Parochia Sancti Martini de Mescola, date de l'an 1131, dans le cartulaire de l'abbaye Sainte-Marie de Saintes, altérée en Moscola en 1365.
Sur la carte de Cassini représentant la France entre 1756 et 1789, le village est identifié sous le nom de Mescoule.
Le nom de Mescoules semble unique sur le territoire national et son origine, obscure, pourrait avoir un rapport avec la libellule (mescola en occitan), ou encore correspondre au nom d'un domaine gallo-roman.
En occitan, la commune porte le nom de Mescola.

## Histoire
Le lieu est connu depuis au moins le XIIe siècle, mentionné alors pour sa paroisse Saint-Martin.
Au Moyen Âge, Mescoules dépendait de la châtellenie de Puyguilhem.

## Politique et administration

### Rattachements administratifs et électoraux
Dès 1790, la commune de Mescouls est rattachée au canton de Cunèges qui dépend du district de Bergerac jusqu'en 1795, date de suppression des districts. En 1801, le canton est rattaché à l'arrondissement de Bergerac. Le chef-lieu du canton étant transféré de Cunèges à Sigoulès en 1817, le canton se nomme alors canton de Sigoulès.
Dans le cadre de la réforme de 2014 définie par le décret du 21 février 2014, ce canton disparaît aux élections départementales de mars 2015. La commune est alors rattachée au canton du Sud-Bergeracois, dont le bureau centralisateur se trouve à Eymet.

### Intercommunalité
Fin 2003, Mescoules intègre dès sa création la communauté de communes des Coteaux de Sigoulès. Celle-ci fusionne avec l'ancienne communauté d'agglomération bergeracoise au 1er janvier 2017 pour former la nouvelle communauté d'agglomération bergeracoise.

### Administration municipale
La population de la commune étant comprise entre 100 et 499 habitants au recensement de 2017, onze conseillers municipaux ont été élus en 2020,.

### Liste des maires

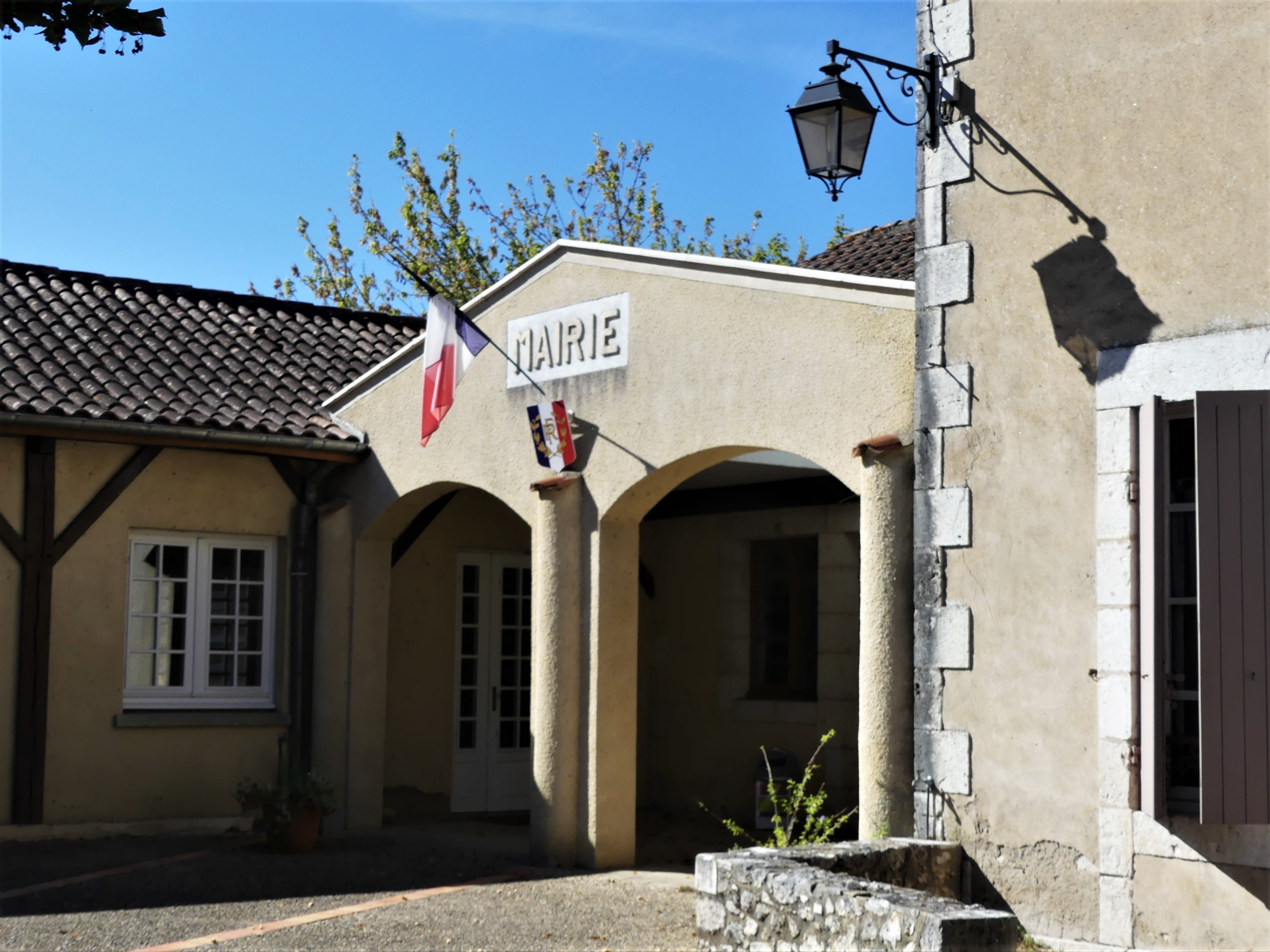
La mairie en 2020.

| Période                                  | Période      | Identité          | Étiquette | Qualité                                                                          |
| ---------------------------------------- | ------------ | ----------------- | --------- | -------------------------------------------------------------------------------- |
| Les données manquantes sont à compléter. |              |                   |           |                                                                                  |
|                                          |              |                   |           |                                                                                  |
| mars 2001                                | juillet 2020 | Roger Lapouge     | SE        | Président de la communauté de communes des Coteaux de Sigoulès (2004-2008) Cadre |
| juillet 2020                             | En cours     | Emmanuel Guichard |           |                                                                                  |

### Jumelages

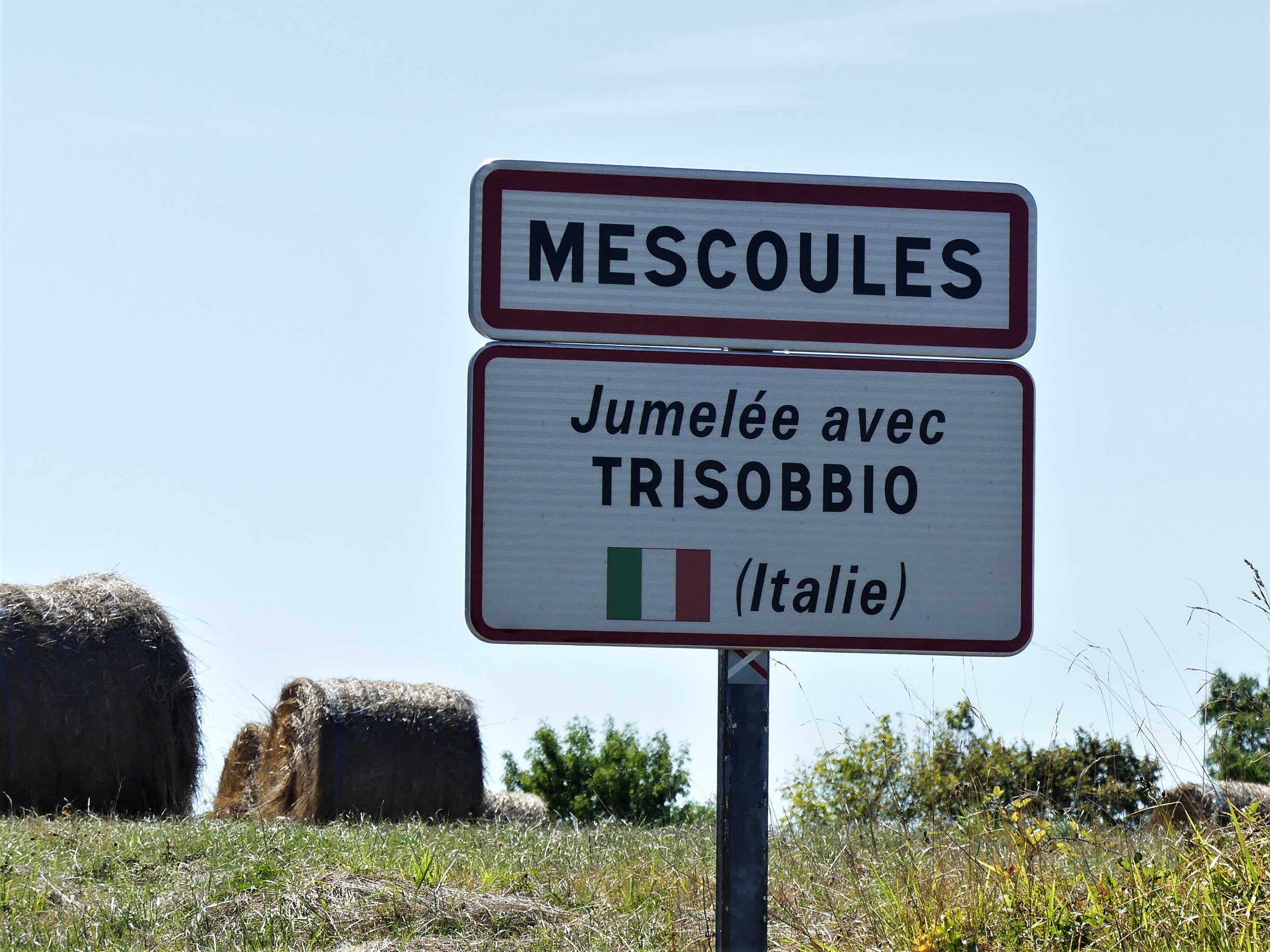
Panneau de jumelage avec Trisobbio.

La commune de Mescoules est jumelée avec la commune italienne de Trisobbio.

## Équipements et services publics

### Justice
Dans le domaine judiciaire, Mescoules relève : 
- du tribunal judiciaire, du tribunal pour enfants, du conseil de prud'hommes et du tribunal de commerce de Bergerac ;
- du pôle Nationalité du tribunal judiciaire de Périgueux (compétent uniquement dans le domaine de la nationalité) ;
- de la cour d'appel, du tribunal administratif et de la  cour administrative d'appel de Bordeaux.

## Population et société

### Démographie
Les habitants de Mescoules se nomment les Mescoulois.
L'évolution du nombre d'habitants est connue à travers les recensements de la population effectués dans la commune depuis 1793. Pour les communes de moins de 10 000 habitants, une enquête de recensement portant sur toute la population est réalisée tous les cinq ans, les populations de référence des années intermédiaires étant quant à elles estimées par interpolation ou extrapolation. Pour la commune, le premier recensement exhaustif entrant dans le cadre du nouveau dispositif a été réalisé en 2008.

En 2022, la commune comptait 178 habitants, en évolution de +3,49 % par rapport à 2016 (Dordogne : +0,37 %, France hors Mayotte : +2,11 %).
| 1793 | 1800 | 1806 | 1821 | 1831 | 1836 | 1841 | 1846 | 1851 |
| ---- | ---- | ---- | ---- | ---- | ---- | ---- | ---- | ---- |
| 251  | 271  | 279  | 245  | 269  | 293  | 298  | 290  | 271  |

| 1856 | 1861 | 1866 | 1872 | 1876 | 1881 | 1886 | 1891 | 1896 |
| ---- | ---- | ---- | ---- | ---- | ---- | ---- | ---- | ---- |
| 243  | 235  | 238  | 261  | 236  | 211  | 199  | 180  | 204  |

| 1901 | 1906 | 1911 | 1921 | 1926 | 1931 | 1936 | 1946 | 1954 |
| ---- | ---- | ---- | ---- | ---- | ---- | ---- | ---- | ---- |
| 196  | 185  | 195  | 184  | 170  | 175  | 165  | 190  | 185  |

| 1962 | 1968 | 1975 | 1982 | 1990 | 1999 | 2006 | 2008 | 2013 |
| ---- | ---- | ---- | ---- | ---- | ---- | ---- | ---- | ---- |
| 180  | 155  | 150  | 135  | 144  | 141  | 155  | 159  | 172  |

| 2018 | 2022 | - | - | - | - | - | - | - |
| ---- | ---- | - | - | - | - | - | - | - |
| 179  | 178  | - | - | - | - | - | - | - |

## Économie

### Emploi
En 2015, parmi la population communale comprise entre 15 et 64 ans, les actifs représentent 90 personnes, soit 53,3 % de la population municipale. Le nombre de chômeurs (sept) a augmenté par rapport à 2010 (trois) et le taux de chômage de cette population active s'établit à 7,6 %.

### Établissements
Au 31 décembre 2015, la commune compte vingt établissements, dont dix au niveau des commerces, transports ou services, cinq dans l'agriculture, la sylviculture ou la pêche, deux dans la construction, deux relatifs au secteur administratif, à l'enseignement, à la santé ou à l'action sociale, et un dans l'industrie.

### Entreprises
Dans le secteur agroalimentaire, parmi les entreprises ayant leur siège social en Dordogne, la Cave de Sigoulès (vinification), implantée à Mescoules, se classe 18e avec 6 451 k€, quant au chiffre d'affaires hors taxes en 2015-2016.

## Culture locale et patrimoine

### Lieux et monuments
- Chartreuse de la Grande Pleyssade, édifiée au XVIIIe siècle[62], au centre d'une exploitation viticole[63].
- Église Saint-Martin de Mescoules[64].
- Zoo de Mescoules au lieu-dit la Pleyssade[65].

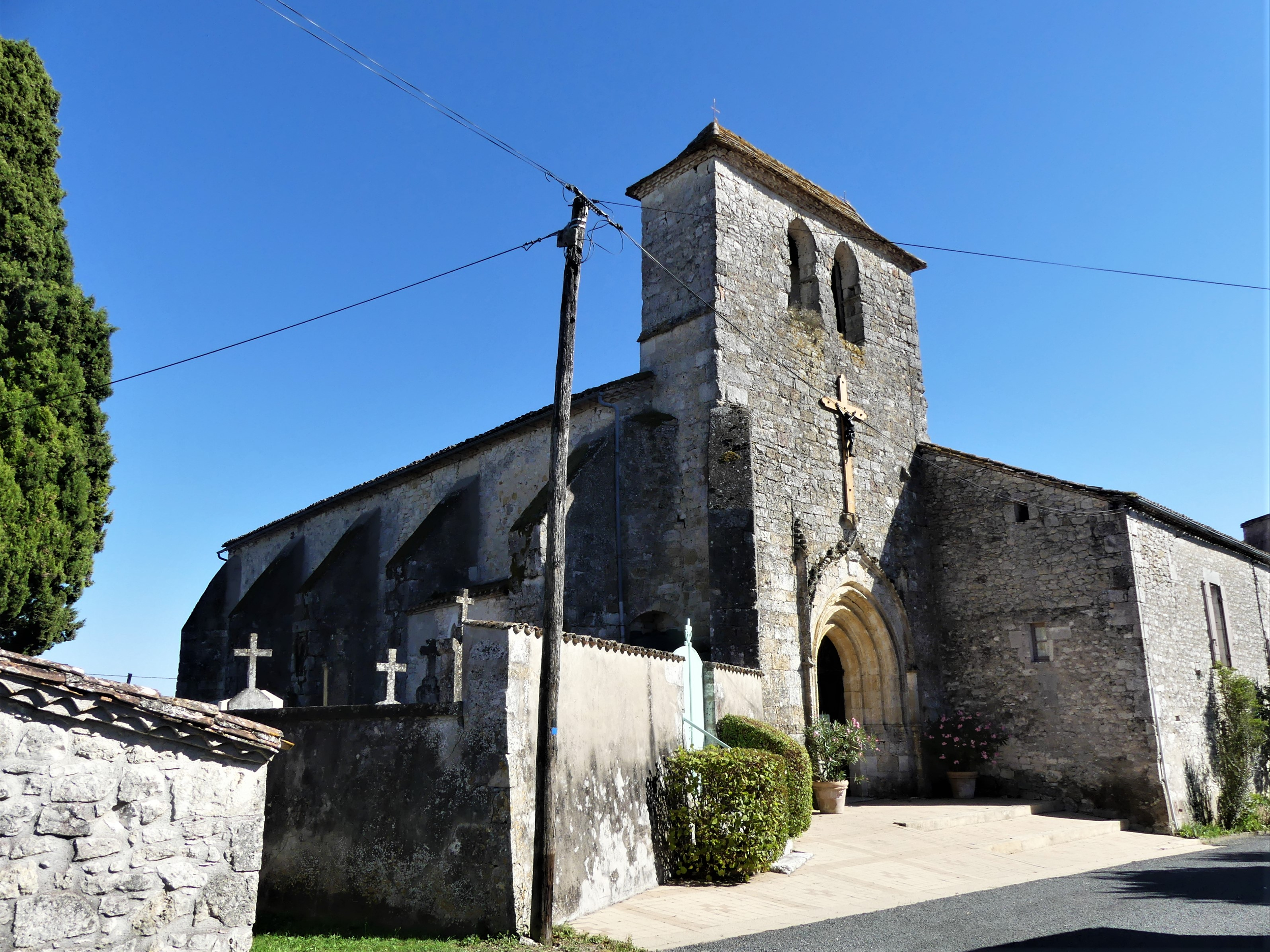
L'église Saint-Martin.
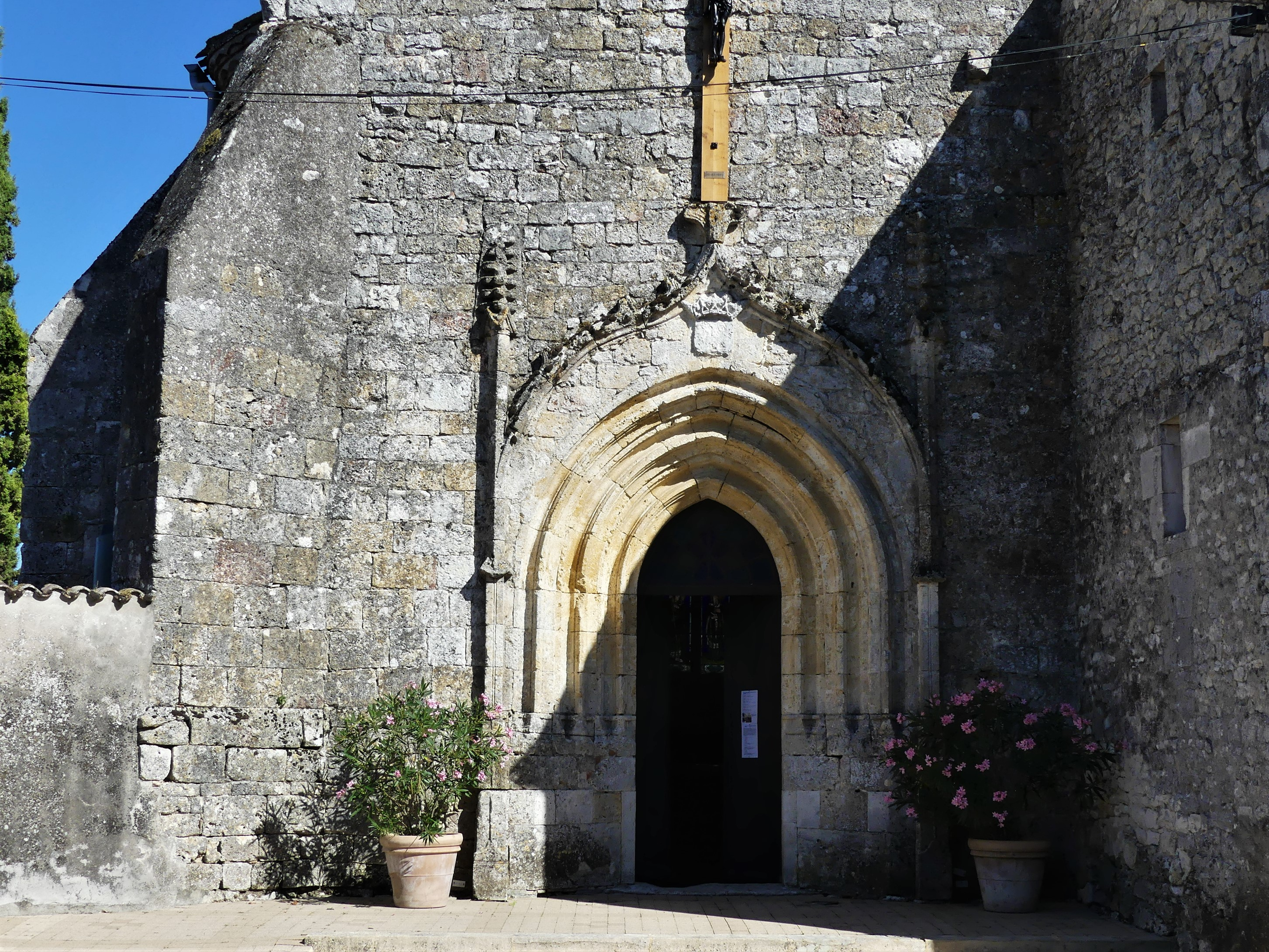
Son portail.
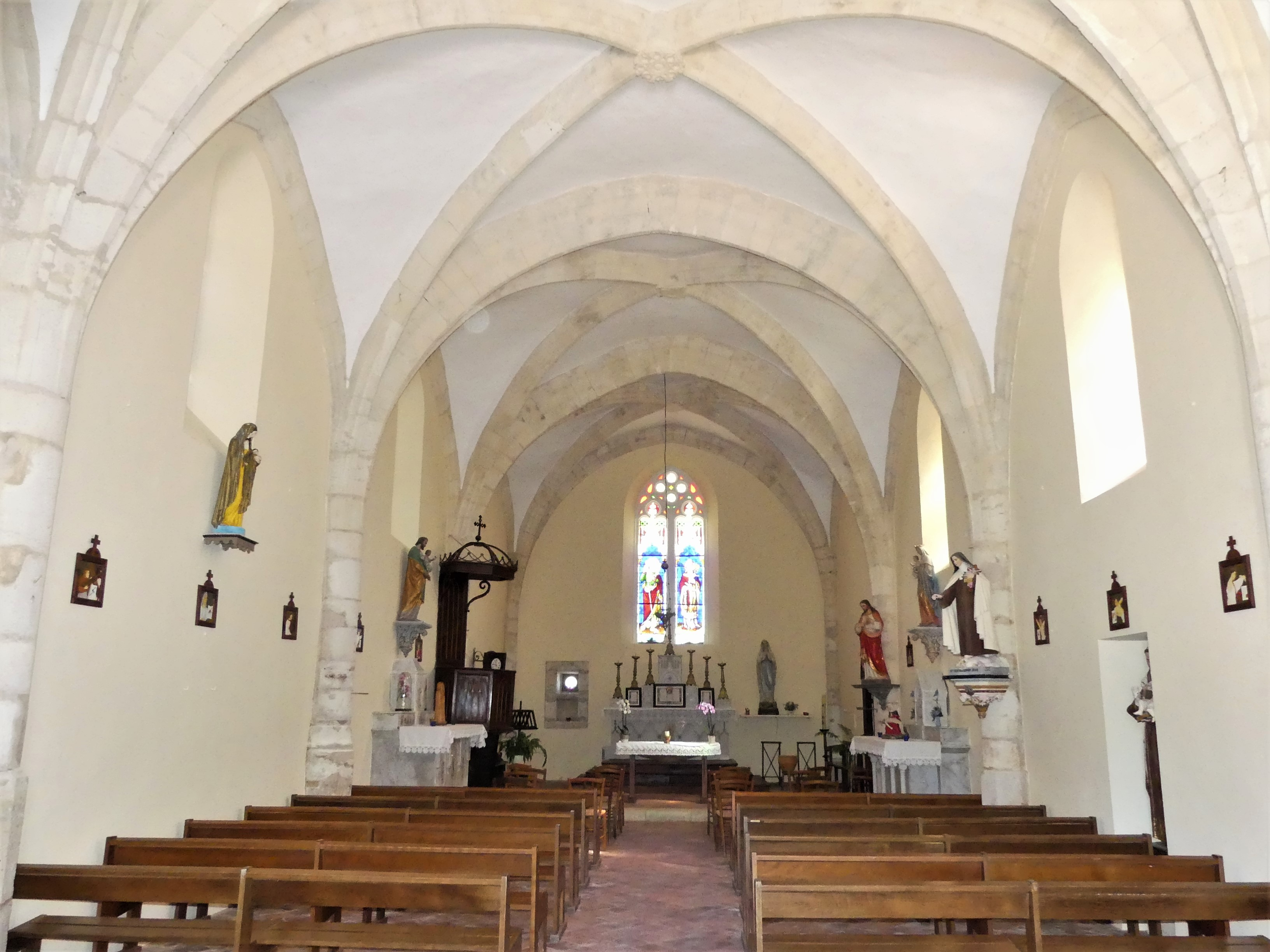
Sa nef.
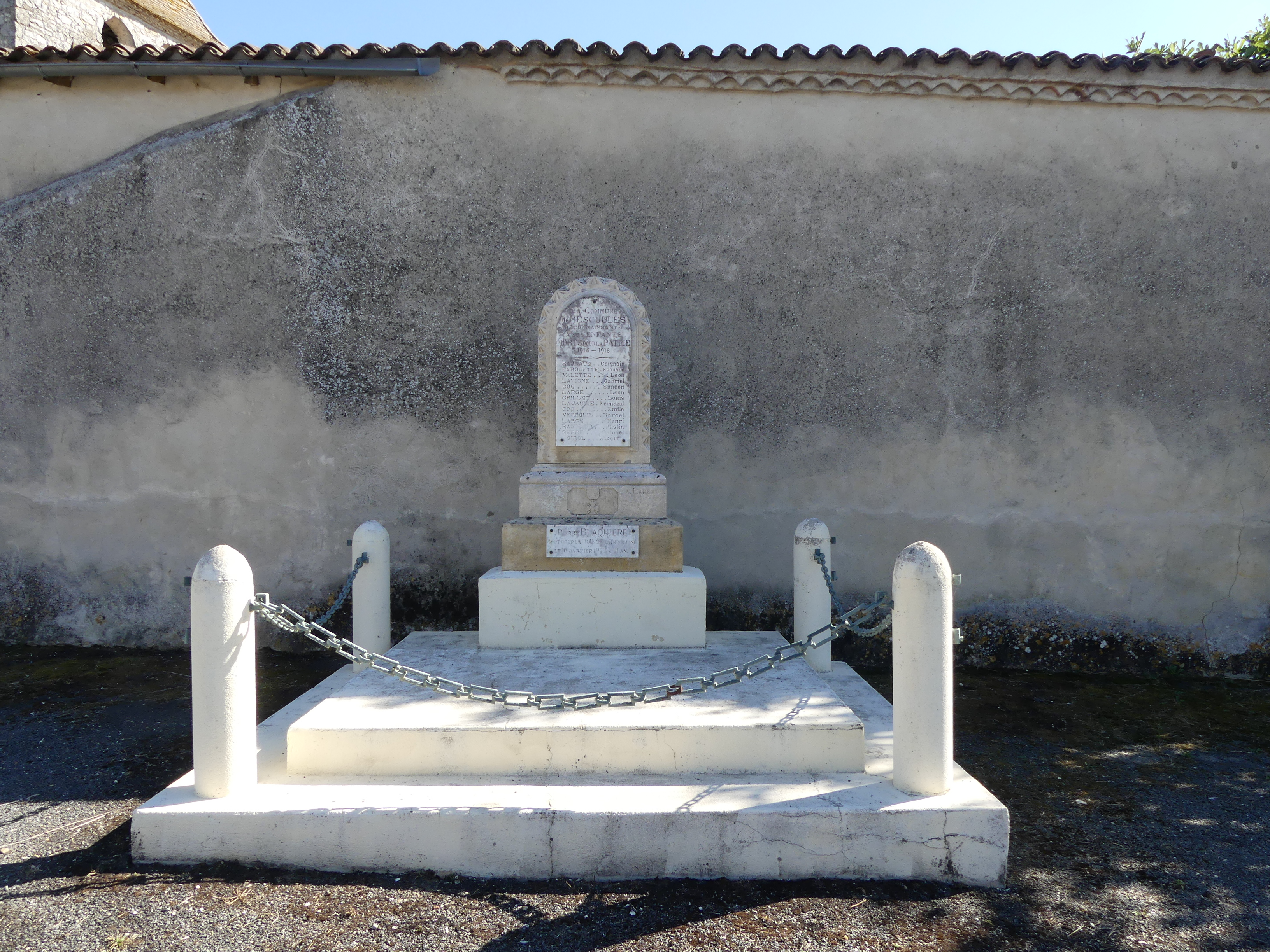
Le monument aux morts.
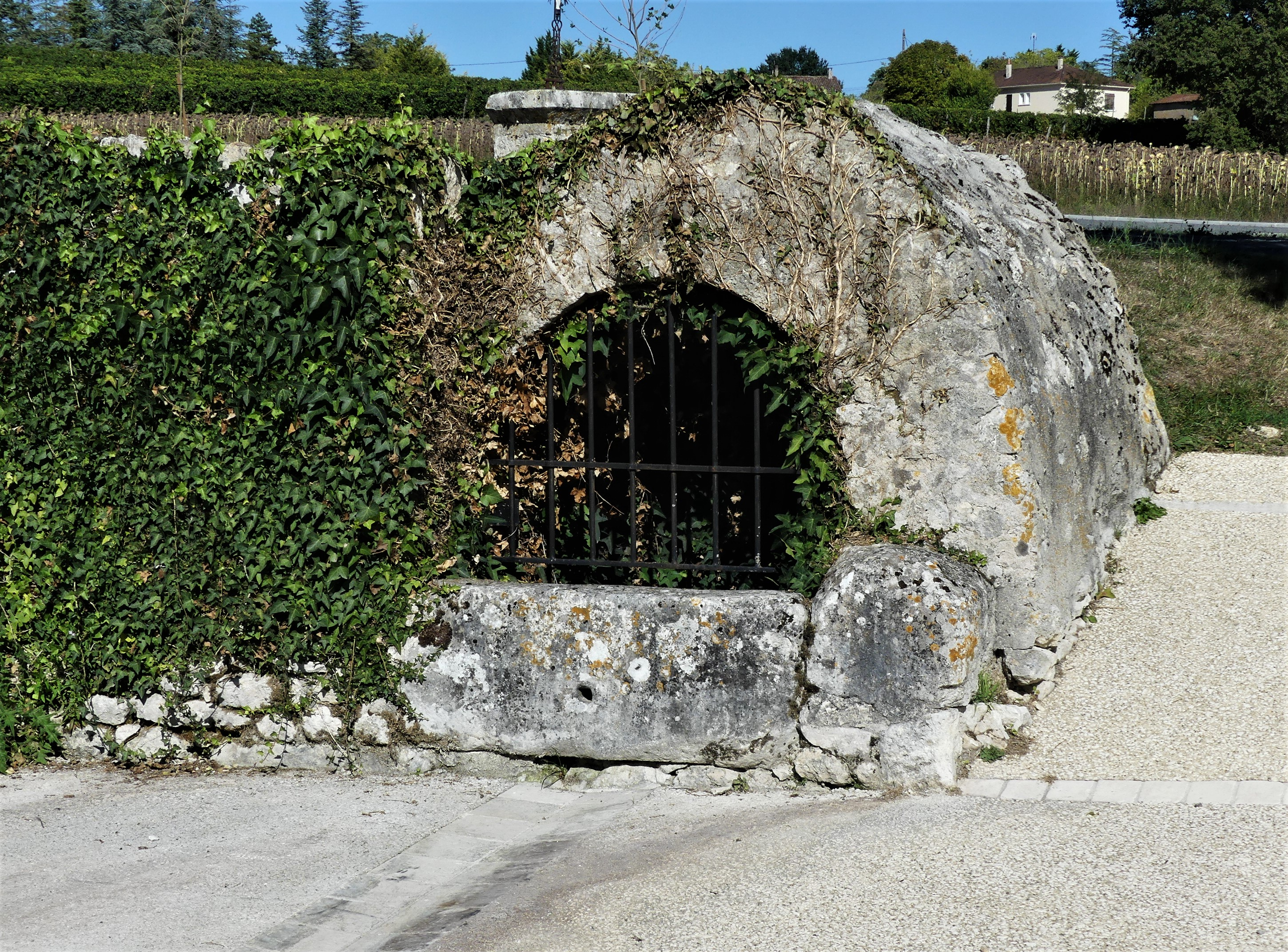
Puits alimentant un ancien lavoir.
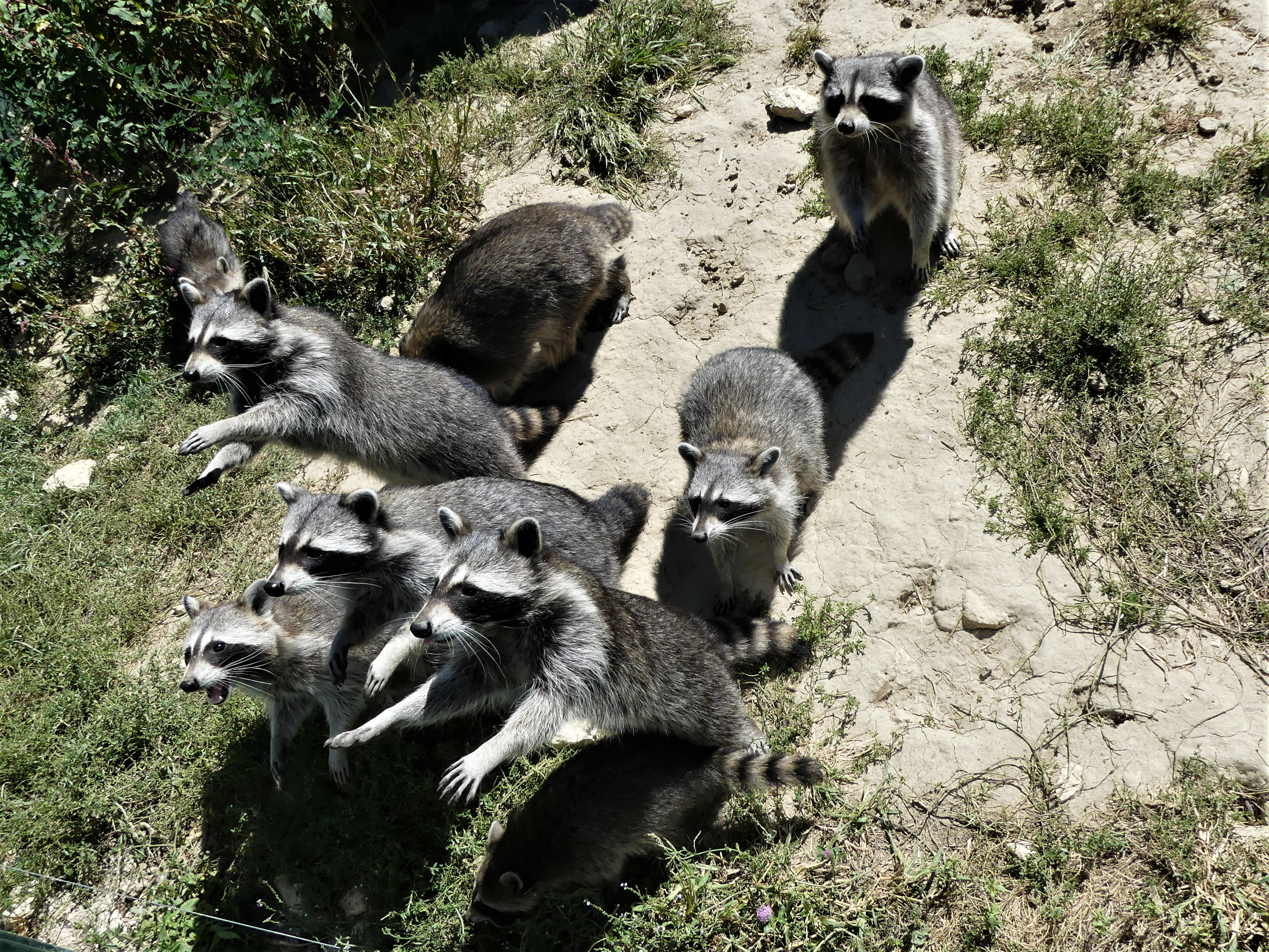
Ratons laveurs du zoo de Mescoules.

### Personnalités liées à la commune
- Paul de Chadois (1830-1900), militaire et homme politique, inhumé au cimetière de Mescoules[66].

## Pour approfondir